# Vitprickig hackspett
Vitprickig hackspett (Veniliornis spilogaster) är en fågel i familjen hackspettar inom ordningen hackspettartade fåglar.

## Utseende och läte
Vitprickig hackspett är en liten och ljudlig hackspett. Kroppen är övervägande olivgrön och kraftigt tvärbandad, även stjärten. Noterbart är två vita strimmor ovan och under ögat samt ljus strupe. Hanen har en röd hjässa, vilket honan saknar.

## Utbredning och systematik
Fågeln förekommer i sydöstra Brasilien, sydöstra Paraguay, Uruguay och nordöstra Argentina. Den behandlas som monotypisk, det vill säga att den inte delas in i några underarter.

### Släktestillhörighet
Arten placeras traditionellt i släktet Veniliornis. DNA-studier visar dock att övervägande amerikanska hackspettar som tidigare förts till Picoides står närmare Venilliornis än typarten i släktet, tretåig hackspett. Olika auktoriteter behandlar dessa resultat på varierande sätt, där dessa hackspettar oftast lyfts ut i de mindre släktena Dryobates och Leuconotopicus, som successivt är Veniliornis-arternas närmaste släktingar. Tongivande Clements et al har istället valt att inkludera alla i ett expanderat Dryobates.

## Status och hot
Arten har ett stort utbredningsområde, men tros minska i antal, dock inte tillräckligt kraftigt för att den ska betraktas som hotad. Internationella naturvårdsunionen IUCN listar arten som livskraftig (LC).